# ステファニー・ド・ボアルネ
ステファニー・ルイーズ・アドリアンヌ・ド・ボアルネ（フランス語: Stéphanie Louise Adrienne de Beauharnais, 1789年8月28日 - 1860年1月29日）は、バーデン大公カールの妃。

## 生涯
第2代ロシェ＝バリトー伯クロード・ド・ボアルネとその妻クロード・フランソワーズの長女としてパリで生まれた。
父の従弟アレクサンドル・ド・ボアルネの妻が、のちのフランス皇后ジョゼフィーヌであったことが彼女の人生に大きな影響を与えることとなる。未亡人になったジョゼフィーヌと結婚したナポレオン・ボナパルトは、出世とともに生家ボナパルト家とボアルネ家の庇護者となり、1804年に皇帝になると、親族としてステファニーはテュイルリー宮殿に住むようになった。しかし、宮殿とフランスにいられたのはわずかな間だけだった。ナポレオンはバーデン大公カール・フリードリヒとの同盟が必要になり、その証として大公の孫カール・ルートヴィヒと自らの親族の縁組みを考えたが、年齢の釣り合う女性がいなかったのである。そこで、ステファニーに白羽の矢が立った。ナポレオンはステファニーを養女にして「フランス皇女」の称号を与えた。
1806年4月、ステファニーはカール・ルートヴィヒと結婚した。この政略結婚は成功とはいいがたかった。カールはカールスルーエに住居をかまえ、ステファニーはマンハイムに離れて住むよう命じられたためである。ナポレオンが公的にこの別居問題に介入しても、状態は変わらなかった。大公は孫夫婦に、シュヴェツィンゲンに共用の夏の別荘を持つよう勧めたが、これはステファニーが受け入れなかった。高齢の大公の余命がわずかだと知ると、夫婦はようやく別居を解消し、跡継ぎを生むために和解した。1811年6月、カール・ルートヴィヒは大公位を継いだ。
カール大公が1818年に亡くなると、ステファニーは再婚せず残りの人生を寡婦として過ごし、3人の娘たちに献身的な愛を注いだ。彼女のマンハイムの邸宅は、芸術家と知識人の集うサロンとして有名だった。ステファニーは、1860年にニースで亡くなった。

## 子女
- ルイーゼ・アマーリエ（1811年 - 1854年） - ヴァーサ公グスタフ（スウェーデンの廃王グスタフ4世アドルフの王太子）妃
- 男児（1812年） - 死産
- ヨゼフィーネ・フリーデリケ（1813年 - 1900年） - ホーエンツォレルン＝ジグマリンゲン侯カール・アントン妃
- アレクサンドル（1816年） - 夭折
- マリー・アマーリエ（1818年 - 1888年） - 第11代ハミルトン公ウィリアム・ダグラス＝ハミルトン妃
- カスパー・ハウザー（1812年-1833年）

### カスパー・ハウザーとの関係
ニュルンベルクで発見された、暗室で外界と遮断されて育ったという謎の子どもカスパー・ハウザーは、ステファニーの子供であると長い間信じられてきた。